# マリアーノ・サルバドール・マエラ
マリアーノ・サルバドール・マエラ（Mariano Salvador Maella Pérez 、1739年8月21日 - 1819年5月10日）はスペインの画家である。肖像画や宗教画を描いた。

## 略歴
バレンシアで生まれた。父親も画家で、父親から絵を学んだ後、11歳でマドリードに出て、新古典派のスタイルをスペインに紹介した彫刻家のフェリペ・デ・カストロに学んだ。その後、王立サン・フェルナンド美術アカデミーに入学し、その技術は教授のアントニオ・ゴンサレス・ベラスケス(Antonio González Velázquez)に注目され、後にベラスケスの娘と結婚することになった。
1757年から1765年までローマで修行した後、マドリードに戻り、アントン・ラファエル・メングスの指揮下で行われたマドリード王宮の改装工事に参加し、メングスの絵のスタイルから影響を受けた。1772年に出版された17世紀の詩人、フランシスコ・デ・ケベードの詩集に挿絵を描いたことも知られている。
1774年に宮廷画家に任じられ、肖像画家として知られるようになった。スペイン各地の宮殿で働き、トレド大聖堂のフアン・デ・ボルゴーニャの描いた壁画の修復やブルゴ・デ・ オスマ大聖堂の壁画の制作、王立タペストリ工場のためのデザインも行なった。1795年にフランシスコ・バイユー(Francisco Bayeu y Subías:1734-1795)が没すると、1798年まで王立アカデミーの監督になった。1799年にフランシスコ・デ・ゴヤとともに筆頭宮廷画家になった。
1808年にナポレオンの圧力下でカルロス4世が退位し、ジョゼフ・ボナパルトがホセ1世としてスペイン王位に就いた時、迷うことなくホセ1世の宮廷に忠誠をつくしたため、1813年にホセ1世が退位し、フェルナンド7世が王位に就くと宮廷画家を解雇され、引退することになった。アカデミーでの地位は弟子のヴィセンテ・ロペス・ポルターニャが継ぐことになった。
1819年にマドリードで没した。

## 作品

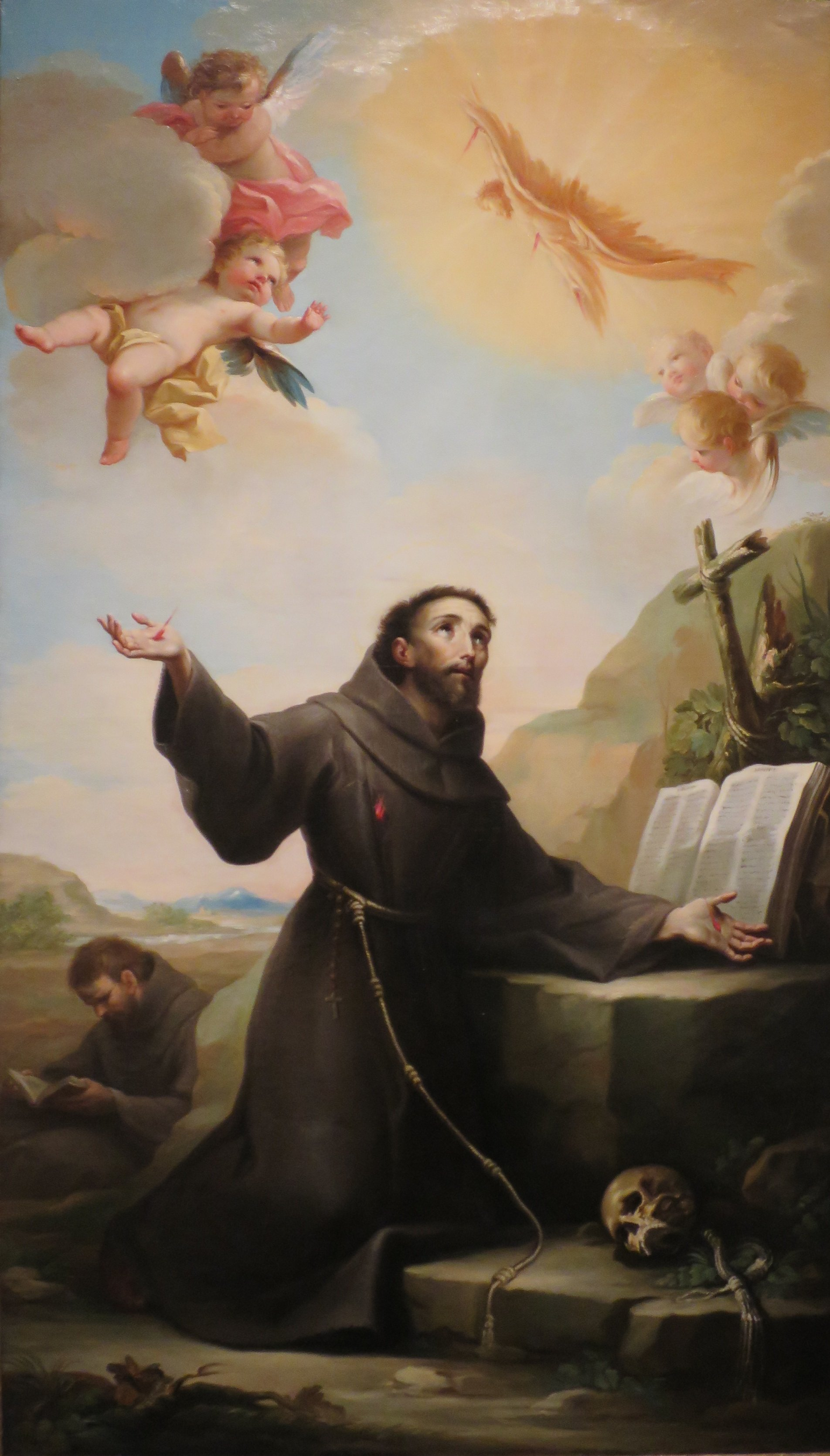
聖痕を受けるアッシジのフランチェスコ (1787)
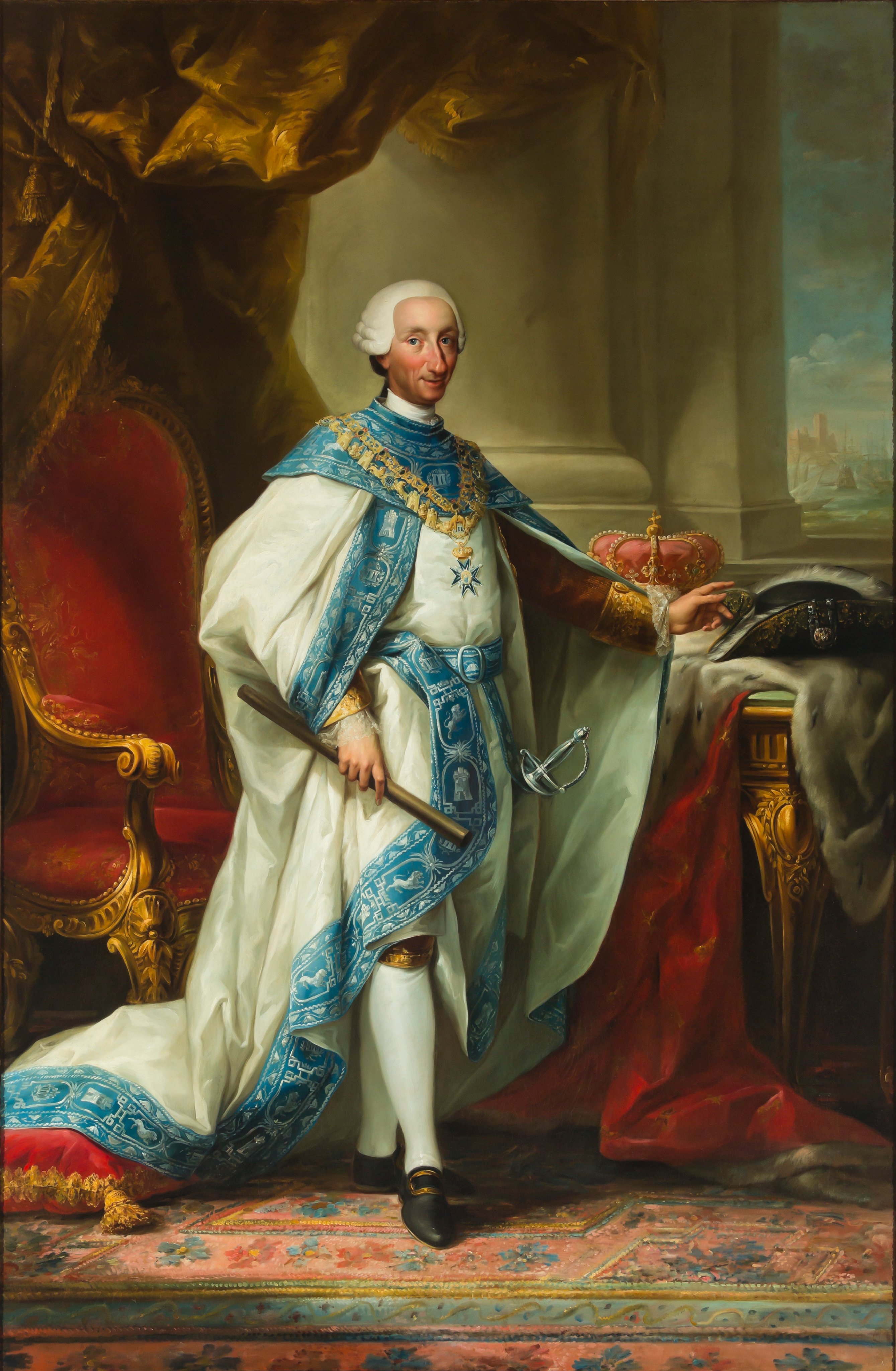
カルロス3世 (スペイン王) (1783/1784)
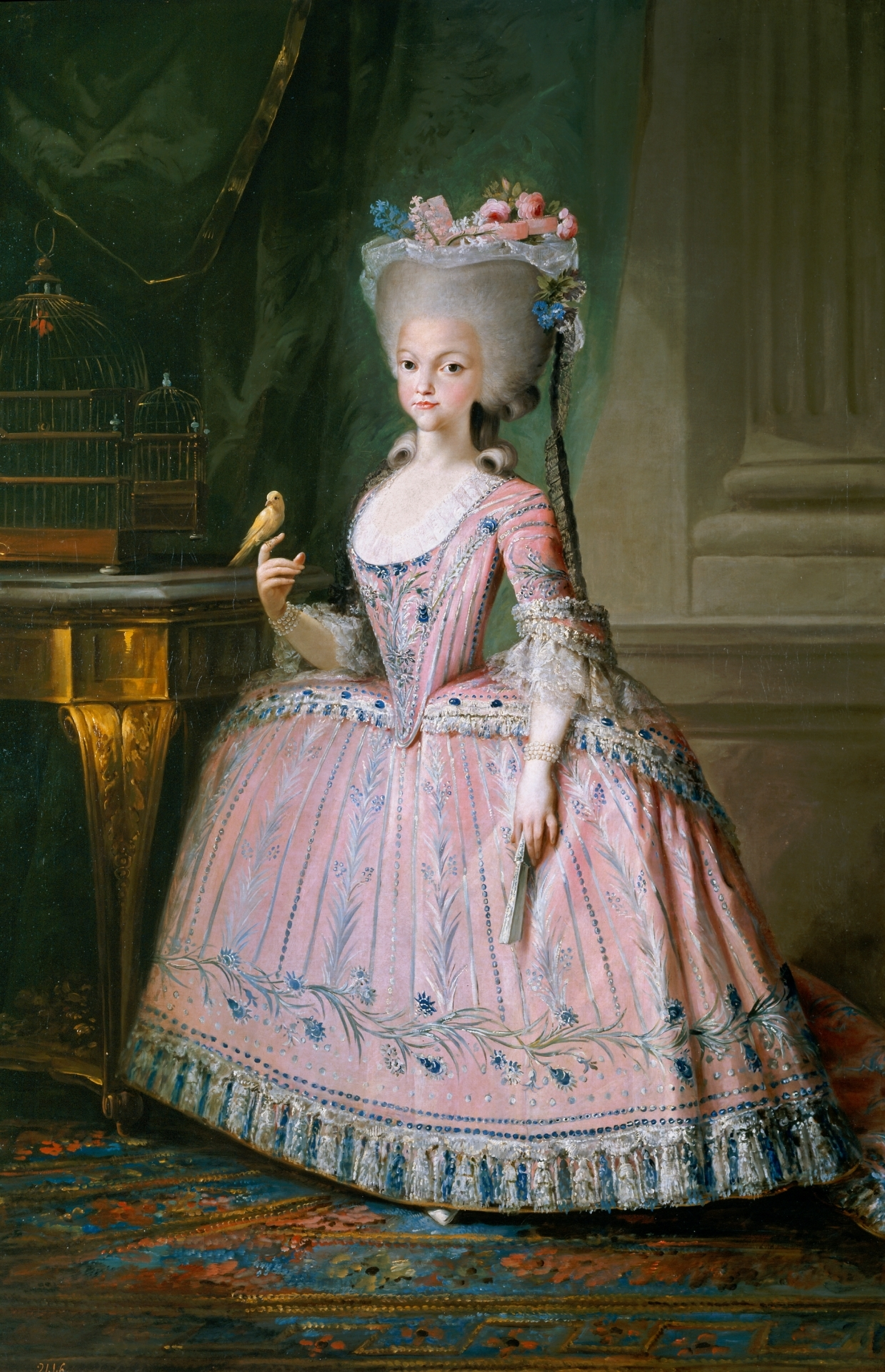
カルロッタ・ジョアキナ・デ・ボルボン (1785)
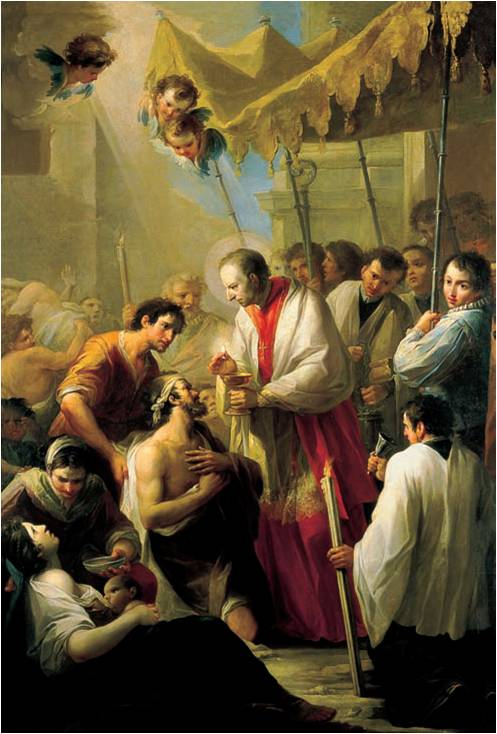
カルロ・ボッロメーオ (1786)

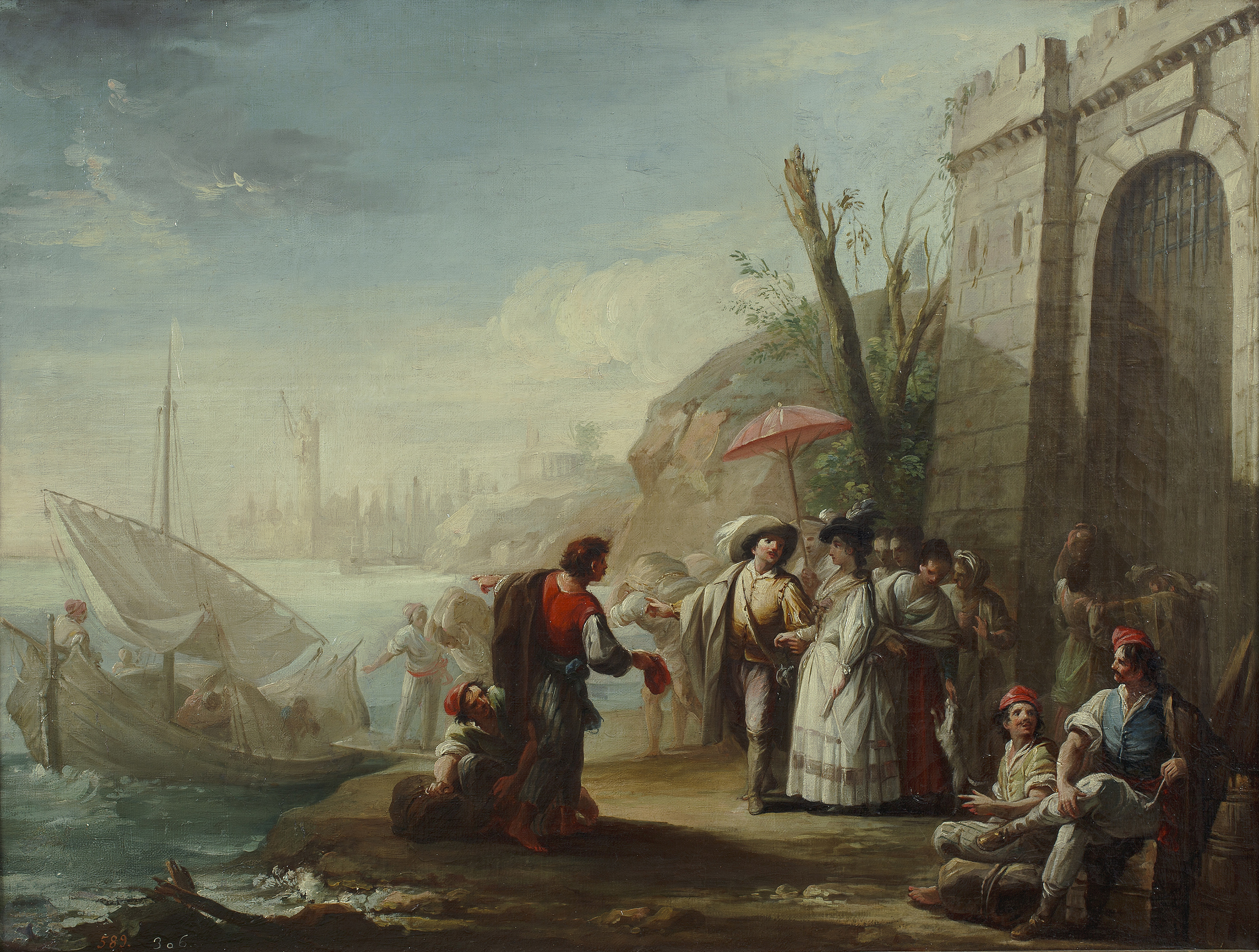
El embarque (1784)
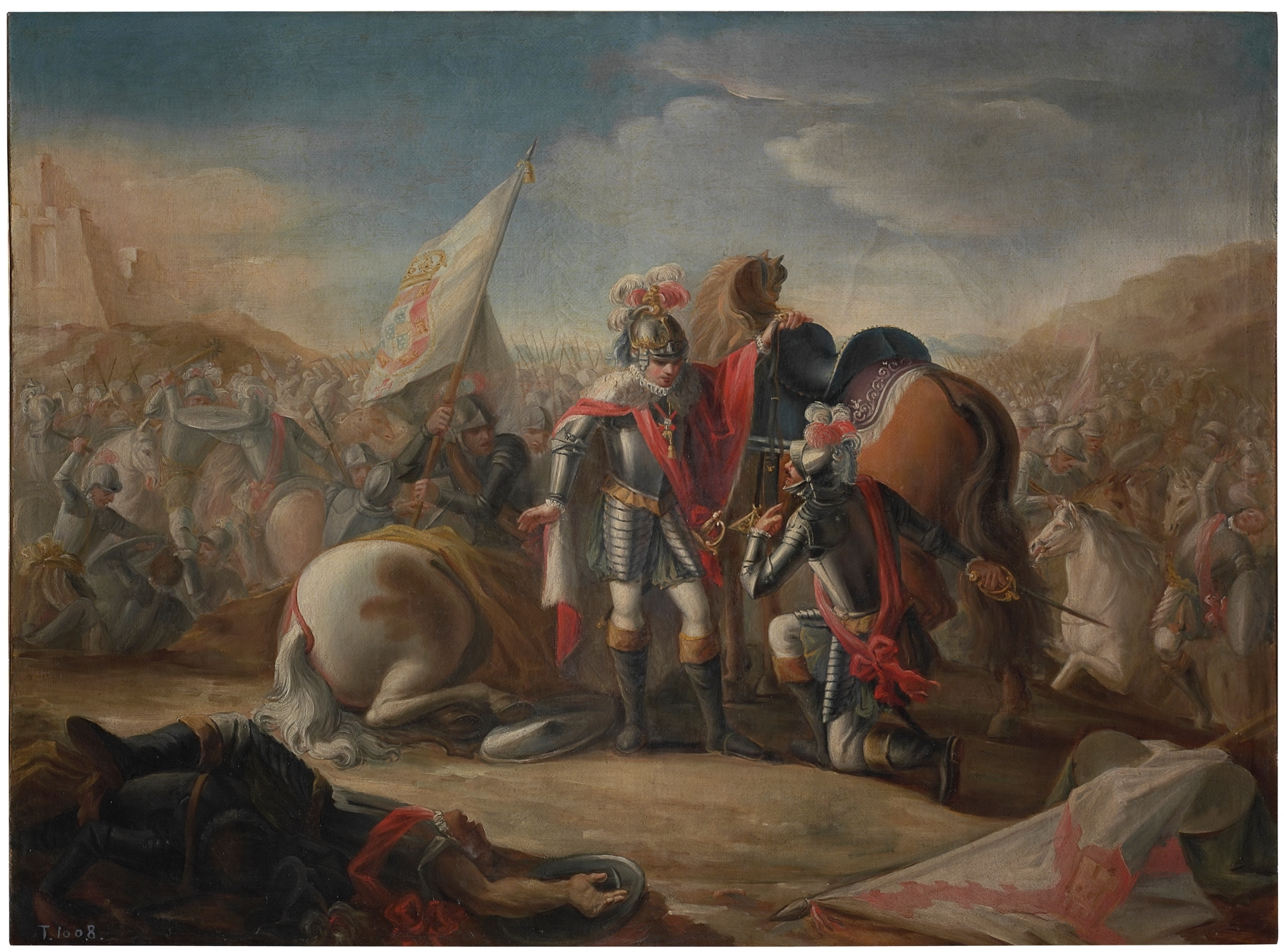
アルジュバロータの戦い(1791)
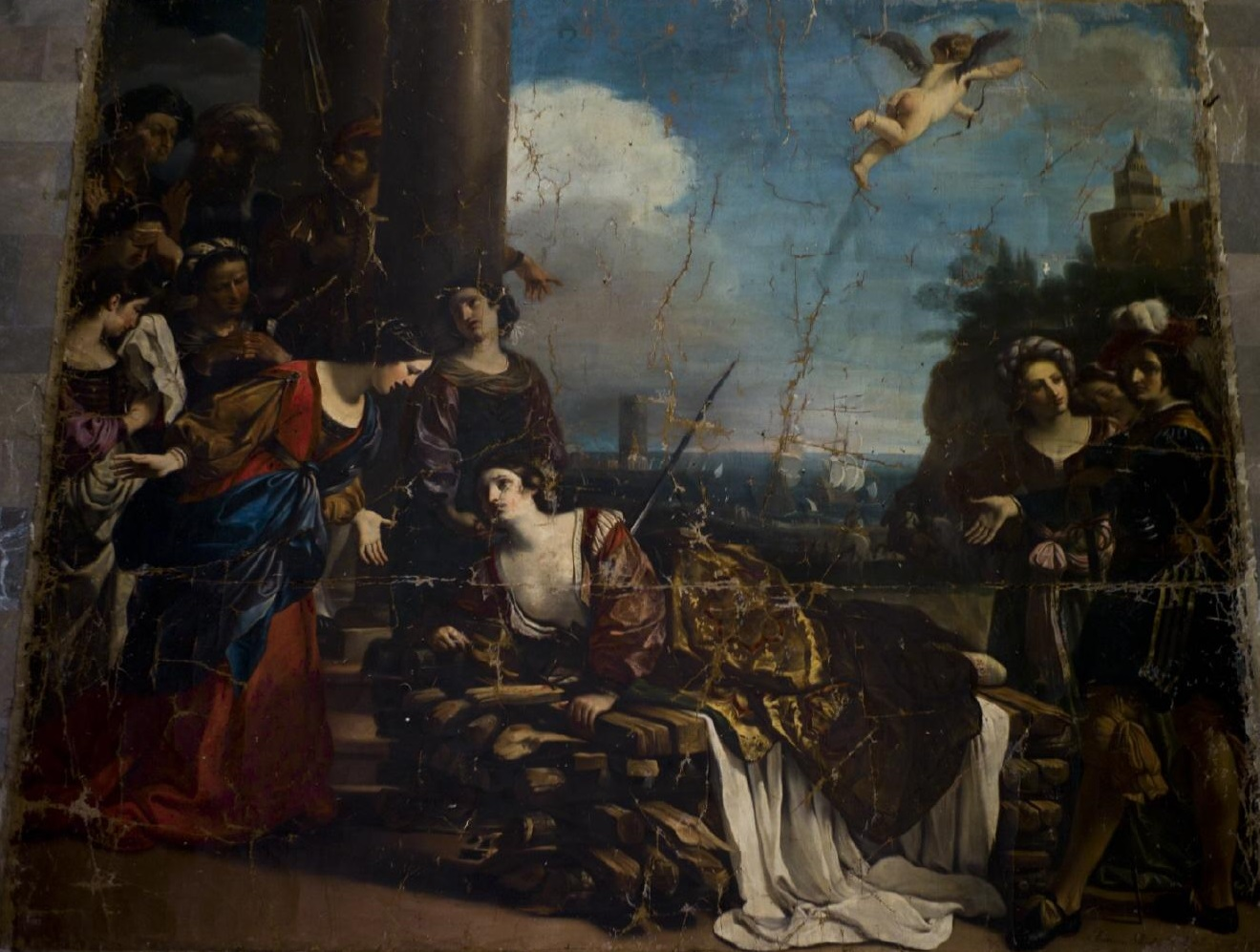
ディードーの死 (1762)

## 関連図書
- José Manuel de la Mano, Mariano Salvador Maella, 1739-1819: dibujos : catálogo razonado, Fundación Botín, 2011, 2 vols. ISBN 84-966558-7-3
- José Luis Morales y Marín, Mariano Salvador Maella: vida y obra, Moncayo, 1996 ISBN 84-7675-026-9